# 中国の異民族
中国の異民族（ちゅうごくのいみんぞく）では、中国史に登場する、漢民族および漢民族を形成した祖先民族以外の周辺民族を挙げる。なお、ここで扱う異民族には、長い年月の中で漢民族と同化していった、現代の漢民族の祖先が含まれる場合もある。

## 殷・周・春秋戦国
- 玁狁
- 西夷
- 狄
- 胡
- 東胡

## 秦・漢
- 匈奴
- 丁令
- 烏桓

## 魏・晋・南北朝
- 五胡
  1. 匈奴
  2. 羯
  3. 鮮卑
  4. 氐
  5. 羌
- 丁零
- 烏桓
- 柔然
- 奚
- 山越
- 西南夷
- 巴氐（巴賨）
- 渓
- 俚

## 隋・唐
- 鮮卑
- 靺鞨

## 五代十国・宋・元・明・清
- 沙陀
- 契丹
- 女真（満洲民族）
- モンゴル
- タタール
- オイラト
- チベット